# Affinity Photo
Affinity Photo（アフィニティフォト）は、Serif Europeが販売するビットマップ画像編集アプリケーションソフトウェアである。macOS、Windows、iOS(iPad版)にて提供されている。

## 概要
主に写真編集（フォトレタッチ）、イラストレーション、RAW現像など画像の加工・編集のためのソフトウェアである。特にAdobe Photoshopの代替となる事をアピールしており、PSD、EPS、SVG、PDFなどの一般的なグラフィックファイル形式と互換性がある。一部のPhotoshopプラグインも利用可能である。Affinity Photoをはじめとするセリフの製品は買い切り型のソフトウェアであり、サブスクリプション形式との差別化を強調している。
同じAffinityシリーズとの連携機能を備えている。ベクターイメージの取り扱いに秀でるAffinity Designer、印刷やテキスト関連の機能が豊富なAffinity Publisherへワンクリックで高速に移管する機能を持っている。またiPad版との互換性もあるため、iPadとmacOS/Windows間で一貫性を保った編集を行う事ができる。

## 機能
Affinity Photoは5つのペルソナモードを切り替えて使用する。モードごとに得意とする画像処理の分野が分かれている。

### 写真ペルソナ
Affinity Photoの最も基本的なモードである。レイヤーを用いて画像の全体像を操作できる。他のペルソナを使用後は必ず写真ペルソナに戻って全体像をチェックする事になる。いわば中心駅のようなモードと言える。また他のペルソナモードが得意とする処理も写真ペルソナ内で簡易的に行える。

### ゆがみペルソナ
画像のゆがみ処理に特化したモード。たとえば写真内の人物を小顔にしたり目を大きく加工するなど、画像の変形処理を行える。

### 現像ペルソナ
RAW画像の現像を行うモード。色調補正、レンズ補正、赤目補正、傷除去などの機能を備える。

### トーンマッピングペルソナ
コントラストの調整や、シャドウとハイライトの操作など、画像の見え方を調整するモード。

### 書き出しペルソナ
ファイルの書き出しを行うモード。画像の分割やサイズ変更、複数のファイル形式への出力などの設定を行える。

## ファイル形式
Affinity Photoが出力するデフォルトのファイル形式は .afphoto である。afphotoファイルは複数の画像レイヤー、図形、鉛筆やペンの描画、ペイントストローク、テキスト、照明、着色効果など、Affinity Photoの要素を格納するファイル形式となっている。
| ファイル形式               | 読み込み | 書き出し |
| Adobe Illustrator(AI)      | Yes      | No       |
| Adobe Freehand(10およびMX) | Yes      | No       |
| Adobe Photoshop (PSD)      | Yes      | Yes      |
| Adobe Photoshop (PSB)      | Yes      | No       |
| DNG                        | Yes      | No       |
| EPS                        | Yes      | Yes      |
| GIF                        | Yes      | Yes      |
| HEIF                       | Yes      | No       |
| JPEG                       | Yes      | Yes      |
| J2K、JP2                   | Yes      | No       |
| JPEG XL                    | Yes      | Yes      |
| JPEG-XR/JXR(WDP/HDP)       | Yes      | No       |
| PDF                        | Yes      | Yes      |
| PNG                        | Yes      | Yes      |
| RAW                        | Yes      | No       |
| SVG                        | Yes      | Yes      |
| TGA                        | Yes      | Yes      |
| TIFF                       | Yes      | Yes      |
| WEBP                       | Yes      | Yes      |
| OpenEXR                    | Yes      | Yes      |
| Radiance HDR               | Yes      | Yes      |
| FITS                       | Yes      | No       |

## 歴史
2015年7月に、macOS専用の画像編集ソフトとして、Mac App Storeにてリリースされた。
2015年のAppleが選ぶMac App of the Yearを受賞した。
2016年12月に、Windows版がリリースされた。
2017年6月に、iPad版がリリースされた（AppleのWWDC 2017 基調講演中に行われた）。
2020年11月12日、Macの新プロセッサApple M1に対応するため、macOS版のみバージョン1.8.6をリリースした。
2022年11月9日、Affinityバージョン2を発売。バージョン1とライセンスの互換性はないが大幅な機能追加が行われた。対応動作OSも更新された。またライセンス形態が変更され、PC版とiPad版の統合ライセンスであるユニバーサルライセンスをリリース。
2025年2月19日、Affinityバージョン2.6がリリース。Publisherのページ管理に大幅な変更が行われたため、ファイル形式にも変更があった。2.6で保存されたファイルは2.0～2.5で開くことができない。

## リリース履歴

### macOSおよびWindows版
| バージョン                                                             | リリース日     | 備考 |
| ---------------------------------------------------------------------- | -------------- | --- |
| 1.3                                                                    | 2015年07月09日 | Mac版公開。                                                                                                 |
| 1.4                                                                    | 2016年02月12日 | 日本語に対応。アートボード、キャンバスの回転、キーボードショートカット機能の追加。                          |
| 1.5                                                                    | 2016年12月08日 | シンボル機能、制約機能の追加。Windows版公開。                                                               |
| 1.6                                                                    | 2017年11月02日 | フォント機能の強化。                                                                                        |
| 1.7                                                                    | 2019年06月05日 | ブラシストークの改善、RAWエンジンの改善、Metalアクセラレーション対応による高速化。HDR/EDRモニタの対応。     |
| 1.8                                                                    | 2020年02月26日 | テンプレート機能、PSDスマートオブジェクトの読み込み対応。                                                   |
| 1.9                                                                    | 2021年02月04日 | ライブゆがみレイヤー、パステキスト機能、画像のリンク化の機能を追加。RAWエンジンの改善。                     |
| 1.10                                                                   | 2021年08月05日 | パフォーマンスの改善。                                                                                      |
| 2.0                                                                    | 2022年11月09日 | 非破壊RAW現像、複合マスク、色相範囲の抽出等の追加。                                                         |
| 2.1                                                                    | 2023年05月18日 | 写真切り抜きツールの改善、ペイント混合ブラシに自動初期化機能追加、バランスの取れた破線、より複雑な破線。    |
| 2.2                                                                    | 2023年09月19日 | OCIO v2サポート、ビューモードオプションの追加、移動／複製ダイアログ。                                       |
| 2.3                                                                    | 2023年11月29日 | 螺旋ツール、ピクセルグリッドオプション、パスワードで保護されたPDFの作成と配置、アセットパネルの背景色変更。 |
| 2.4                                                                    | 2024年02月26日 | 選択ボックスを設定、書き出しペルソナの変数指定、32ビットHDR PNGのサポート、追加のRAW形式。                  |
| 2.5                                                                    | 2024年05月23日 | Windows ARM64のネイティブサポート、バリアブルフォントサポート、QRコードツール、LibRAWのカメラ追加。         |
| 2.6                                                                    | 2025年02月19日 | 機械学習を利用したオブジェクト選択ツール、カラーピッカーの改善、レンズ認識データベースのアップデート。      |
| 凡例サポート終了サポート中現行バージョン最新プレビュー版将来のリリース |                | |

### iPad版
| バージョン                                                             | リリース日     | 備考 |
| ---------------------------------------------------------------------- | -------------- | --- |
| 1.0                                                                    | 2017年06月06日 | iPad版公開 |
| 1.7                                                                    | 2019年06月05日 | Metalアクセラレーション対応による高速化。アセットパネル、ストックパネルの追加。ドキュメント履歴機能、ライブフィルターエフェクト、ノイズ軽減機能の強化 |
| 1.8                                                                    | 2020年02月26日 | テンプレート機能、キーボードショートカットのカスタマイズ機能の追加、PSDスマートオブジェクトの読み込み対応。                                           |
| 1.9                                                                    | 2021年02月04日 | ライブぼかしレイヤー機能の追加、外部ディスプレイ設定機能の追加、RAWエンジンの改善。                                                                   |
| 1.10                                                                   | 2021年08月05日 | パフォーマンスの改善。 |
| 2.0                                                                    | 2022年11月09日 | 非破壊RAW現像、複合マスク、色相範囲の抽出等のデスクトップ版と同様の新機能に加え、クイックメニュー、コマンドコントローラなどUIの機能追加。             |
| 2.1                                                                    | 2023年05月18日 | 編集メニューの刷新、iPadOS写真アプリと統合、スタイルピッカーツール。                                                                                  |
| 2.2                                                                    | 2023年09月19日 | 小数点以下の精度の設定の追加、「選択を保持する」の設定。                                                                                              |
| 2.3                                                                    | 2023年11月29日 | 螺旋ツール、ピクセルグリッドオプション、パスワードで保護されたPDFの作成と配置、アセットパネルの背景色変更。                                           |
| 2.4                                                                    | 2024年02月26日 | 選択ボックスを設定、32ビットHDR PNGのサポート、追加のRAW形式、挿入ターゲットをロックする機能。                                                        |
| 2.5                                                                    | 2024年05月23日 | バリアブルフォントサポート、QRコードツール、LibRAWのカメラ追加。                                                                                      |
| 2.6                                                                    | 2025年02月19日 | 機械学習を利用したオブジェクト選択ツール、カラーピッカーの改善、レンズ認識データベースのアップデート。                                                |
| 凡例サポート終了サポート中現行バージョン最新プレビュー版将来のリリース |                | |

## シリーズ製品
- Affinity Designer
- Affinity Publisher